# Georg Scherg
Georg Scherg (născut Georg Kurmes), (n. 19 ianuarie 1917, Brașov – d. 20 decembrie 2002, Bodelshausen, Germania) a fost un pedagog, prozator, poet, dramaturg și traducător de limbă germană din România.

## Date biografice
S-a născut la 19 ianuarie 1917 în Brașov, fiind al treilea fiu al lui Peter Kurmes. Tatăl său a murit pe front, scurt timp înainte de  nașterea fiului său. La nașterea lui Georg decedează și mama sa, iar cei trei copii ai familiei Kurmes sunt preluați de orfelinatul evanghelic din Brașov. În 1922 Georg este adoptat de pielarul brașovean Ernst Scherg. Georg Scherg a urmat școala primară  în perioada 1923-1927, după care a urmat Gimnaziul Honterus între anii 1927 și 1934, unde l-a avut profesor pe scriitorul Adolf Meschendörfer.
În anii de liceu, Georg a început primele sale încercări de scriere. Studiază în paralel și muzica, iar în 1934-1935 lucrează ca profesor particular de vioară și de limbi străine. Între anii 1935-1937, studiază în Germania și Franța, la Gießen, Berlin și Paris. În anii 1938-1941 Georg Scherg servește în armata română la Târgu Mureș.
Își continuă studiile de filologie în Tübingen și Strassburg între ani 1941 și 1944. În 1942 se căsătorește cu Erma Teindel, o tânără din Transilvania natală, iar în 1943 se naște fiul Cornelius. Între anii 1944 și 1945 este profesor de germană, latină și istorie la liceul din Reutlingen și în același timp se ocupă și cu diverse traduceri.

### Reîntoarcerea în țară
În februarie 1947, Georg Scherg pleacă spre Brașov, pe jos. Deși cunoștea riscurile pe care și le asumă reîntorcându-se în România controlată de Uniunea Sovietică, intră clandestin în țară cu un pașaport românesc deja expirat și se stabilește la Brașov. Până în 1953 lucrează ca  profesor de limba germană la Brașov, Codlea și la Hălchiu. În 1948 se pronunță divorțul de prima soție, iar în 1949 se recăsătorește, de data aceasta cu Ditta Kummer, profesoară de gimnastică și muzică din Brașov. În 1950 soția sa naște fiica sa, Konstanze. În 1952 a fost executată o percheziție în casa tatălui său. În timpul percheziției se descoperă valută (rămasă dintr-o călătorie în afara țării) și, în consecință, bătrânul a fost arestat iar averea sa a fost confiscată. După scurtă vreme, bătrânul este însă eliberat din motive de boală și vârstă.
În această perioadă, Scherg își prezintă primele creații literare în cadrul bisericii (o piesă de Paști, recitări și lecturi cu public) și în cadrul cercului literar local. În 1954 debutează cu volumul de teatru Giordano Bruno. În același an se nasc gemenii Christian și Sibylle, iar Scherg devine membru al Asociației scriitorilor din România și începe să publice volume de teatru, („Ovid. Trauerspiel”) povestiri și un prim roman, „Da keiner Herr und keiner Knecht”, 1957. În același an este numit șef de catedră la Universitatea Victor Babeș din Cluj, specialitatea germanistică. În 1958 publică volumul „Die Erzählungen des Peter Merthes”.

### Condamnarea comunistă
La 30 septembrie 1958 este arestat, iar după un an de arest preventiv și perindări prin închisori, este condamnat la 20 de ani de muncă silnică, într-un proces public, pentru că ar fi instigat împotriva statului comunist. A trecut prin închisorile din Codlea (1959-1960), Jilava (1960), Gherla (1961-1962) și lagărele de muncă silnică de la Grădina (Balta Brăilei), Stoenești și Periprava (Delta Dunării). La 12 octombrie 1962 este eliberat pe neașteptate și în anul următor își câștigă existența ca lucrător la canalul Tömösch din Brașov. În anii 1963 - 1968 a fost  angajat ca violonist la Filarmonica brașoveană.

### Reabilitarea
În 1968 este reabilitat și are ocazia să-și prezinte situația la o masă rotundă pe care Ceaușescu o organizase pentru a cunoaște comunitatea germană. Este repus integral în drepturi și i se restituie o bună parte din bunurile și manuscrisele confiscate. În 1968 apar volumul de poezii Die Silberdistel și romanele Das Zünglein an der Waage și Der Mantel des Darius. În anii 1968 - 1970 a fost profesor de germană și literatură universală la liceul Honterus din Brașov, iar din 1970 este chemat ca șef de catedră la noua Facultate de filologie din Sibiu, secția literatură germană. În 1971 apare romanul „Penelope ist anderer Meinung”. În toți acești ani, inclusiv cei de închisoare (a scris prin închisori cărți întregi, în memorie), Georg Scherg a fost foarte productiv ca autor de poezie, proză („Baß und Binsen”, 1973) și teatru, a tradus și transpus lirică și proză, mai ales din limba română. I s-a permis să călătorească în Cehoslovacia, RDG și RFG, unde l-a vizitat pe Cornelius, fiul din prima căsătorie. În 1975 se căsătorește pentru a treia oară cu profesoara de arte plastice Mariana Ferăstrău, originară din Brașov, care i-a născut un fiu, pe Sachs Walther. În 1976 apare romanul „Paraskiv, Paraskiv”. În 1978 publică volumul de versuri „Im Lande Ur”, în 1979 „Die Axt im Haus” iar în 1981 romanul „Der Sandkasten”. În 1984 este distins cu titlul de Profesor emerit. În 1985, un nou volum de poezii, „Gastfreundschaft”. Întreține relații cu Ion Caraion, Alexandru Ivasiuc, Constantin Noica, Mircea Ivănescu, etc. și cu numeroși scriitori din RDG și RFG.

### Emigrarea
În 1987 publică volumele „Die verhohlene Münze” și „Die Schuldbürger”; în același an cere emigrarea în RFG, împreună cu soția și fiul cel mic, dar numai în martie 1990, după căderea lui Ceaușescu, reușeste să plece și se stabilește în apropiere de Tübingen, orașul studiilor din tinerețe, la Mössingen-Belsen și apoi la Bodelshausen. Călătorește prin lume (Grecia, Turcia, Franța, Italia etc) în căutarea unor locuri istorice și culturale cruciale; în 1997 îi apare un vast roman-parabolă, „Goa Mgoo oder die Erfindung der Unsterblicheit” iar în același an este numit Doctor honoris causa al Universității Lucian Blaga din Sibiu. În 1987 publică un volum de poezii „Schriftbild und Bilderschrift” iar în 1998, apare în editie bilingvă, „Sommerliches Divertimento/Divertisment estival”, ciclu de poezii inspirate de desenele lui Traian Gligor și transpuse în româneste de Dan Dănilă. Ediția bibliofilă Piranda, reproducând un ciclu mai vechi de poezii în manuscris, ornate cu miniaturi, apare în 1999 la o editură de artă. A tradus mult din literatura română, din Mihai Eminescu, Tudor Arghezi, Alexandru Ivasiuc, Constantin Noica, Ion Caraion, Marin Preda, Nicolae Breban, Laurențiu Fulga, etc. Pentru detalii amănuntite privind viața si opera lui Georg Scherg se recomandă dizertația filosofică, lucrarea de doctorat a lui Gert Ungureanu, care i-a fost student la Sibiu - „Die Kunst ist eine Zigeunerin namens Piranda, Intertextualität und Gruppenkommunikation in der Diktatur - die Oraliteralität in den Texten des siebenbürgischen Autors Georg Scherg”, apărută în 1999 la editura Saeculum din Sibiu.
Georg Scherg se stinge din viațǎ la 20 decembrie 2002, în urma unei fracturi de femur și a operației.

## Distincții
A fost distins cu Ordinul Meritul Cultural clasa a II-a (1971) „pentru merite deosebite în opera de construire a socialismului, cu prilejul aniversării a 50 de ani de la constituirea Partidului Comunist Român”.

## Opera
- Giordano Bruno, 1954
- Da keiner Herr und keiner Knecht, 1957
- Die Erzählungen des Peter Merthes, 1958
- Die Silberdistel, 1968
- Das Zünglein an der Waage, 1968
- Der Mantel des Darius, regény, 1968.
- Penelope ist anderer Meinung, Editura Kriterion, București, 1971.
- Baß und Binsen, Editura Dacia, Cluj-Napoca, 1973
- Paraskiv, Paraskiv, 1976
- Im Lande Ur, 1978
- Die Axt im Haus, Editura Dacia, Cluj-Napoca, 1979
- Der Sandkasten, Editura Kriterion, București, 1981
- Gastfreundschaft, Editura Kriterion, București, 1985
- Die verhohlene Münze, 1987
- Die Schuldbürger, Editura Kriterion, București, 1987
- Wendelin und der Regenbogen,Editura Creangă, București, 1988
- Goa Mgoo oder die Erfindung der Unsterblicheit, 1997

## Prezent în antologii
A fost inclus în antologia bilingvă Scriitori germani din România de după 1945, apărută în 2012 la Editura Curtea Veche.